# Eressa buddha
Eressa buddha là một loài bướm đêm thuộc phân họ Arctiinae, họ Erebidae.